# Ford Bantam
O Ford Bantam é um utilitário/picape coupé (conhecido no inglês sul-africano como 'Bakkie') produzido na África do Sul.  A produção do Bantam durou três gerações, com o veículo produzido na África do Sul para venda no mercado sul-africano.
Introduzido na África do Sul em 1983, o Bantam obteve sucesso tanto como veículo comercial compacto e robusto como como veículo privado orientado para o lazer.  Foi descontinuado em 2011 sem substituição imediata.  No entanto, continuam a circular rumores de que um substituto de próxima geração para o Bantam poderia vir um dia. 